# Mathieu Pacaud
Mathieu Pacaud, né le 1er janvier 1981 à Paris, est un chef cuisinier français. 

## Biographie
Mathieu Pacaud est le fils de Bernard Pacaud, chef du restaurant L’Ambroisie, et de Danièle Pacaud. À l'âge de 15 ans, Mathieu Pacaud débute en cuisine au restaurant Jamin, où il reste deux ans. Il intègre ensuite l'équipe d’Éric Briffard, au Plaza Athénée, en tant que chef de partie. Mathieu Pacaud part ensuite au Liban, où il est successivement chef de plusieurs établissements . 
En 2003, il rentre en France et rejoint le restaurant familial, L’Ambroisie . En 2014, Mathieu Pacaud réalise la carte de deux restaurants de l'avenue Kleber, à Paris : Hexagone et Histoires. En 2016, Hexagone se voit décerner 1 Étoile au Guide Michelin, tandis qu’Histoires obtient 2 Étoiles,.
En septembre 2016, Mathieu Pacaud réalise également la carte du Divellec, restaurant parisien consacré aux produits de la mer. Fin 2017, alors que les établissements Hexagone et Histoires connaissent des problèmes de gestion, il décide de mettre un terme à son partenariat afin de se consacrer à ses nouveaux projets[réf. nécessaire].
En janvier 2018, il reprend les rênes du restaurant Apicius.

## Distinctions
- 2016 :  Chevalier de l'ordre national du Mérite[10].
- 2022 :  Chevalier de la Légion d'honneur[11].

## Publications
- L’Ambroisie, de Bernard et Mathieu Pacaud, Philippe Rossat et Jacques Gavard, Éditions Glénat, 2012
- Collection Mathieu Pacaud - Cuisine Gastronomique Volume 1, Philippe Vaurès Santamaria, Éditions Glénat, 2018